# Ludy paleoazjatyckie
Ludy paleoazjatyckie, ludy paleosyberyjskie, Paleoazjaci – kilkanaście niewielkich grup narodowych, stanowiących pozostałości dawnego zaludnienia północno-wschodniej Azji. Do czasów obecnych narodów tych pozostało ok. 10. Ludy paleoazjatyckie dzieli się na kilka niespokrewnionych ze sobą grup językowych:
- Grupa północna – obejmująca ludność typu paleoazjatyckiego i arktycznego, są to spokrewnieni językowo: Czukcze i Kerekowie na Półwyspie Czukockim, Koriacy i Alutorzy w północno-zachodnich regionach Kamczatki, Itelmeni (Kamczadalowie) na zachodzie Kamczatki.
- Grupa południowa – składająca się z Ajnów i Niwchów (Gilaków); ich pokrewieństwo językowe jest kwestią sporną.

- Całkiem odrębną grupę stanowią Ketowie, zamieszkujący nad rzeką Jenisej, którzy są pozostałością ludów jenisejskich; jeszcze w XIX wieku na ludy te składało się sześć odrębnych plemion.
- Niektórzy badacze do Paleoazjatów zaliczają też Jukagirów, będących ostatnim z trzech istniejących niegdyś ludów jukagirskich. Jednak ich zaliczanie do ludów paleoazjatyckich jest kwestią sporną; część badaczy łączy ich z ludami uralskimi w rodzinę uralo-jukagirską.
- Zwykle do grupy ludów paleoazjatyckich zalicza się też Aleutów i Eskimosów azjatyckich (czasem wszystkich Eskimosów).
- Czuwańcy są narodem pochodzenia jukagirskiego, który utracił własny język i używa języków rosyjskiego i czukockiego, stąd zaliczenie ich w poczet ludów paleoazjatyckich jest niejasne i czasem wiązane jest m.in. z zaliczeniem do tej grupy także Jukagirów.

Liczebność poszczególnych narodów paleoazjatyckich (według wyników spisów powszechnych):
| Naród | liczebność w 2002 r. | liczebność w 1989 r. |
| --- | -------------------- | -------------------- |
| Ajnowie | b.d.1)               | b.d.1)               |
| Czukcze | 15 767               | 15 184               |
| Czuwańcy | 1087                 | 1384                 |
| Itelmeni | 3180                 | 2481                 |
| Jukagirzy | 1509                 | 1142                 |
| Kamczadale2) | 2293                 | b.d.3)               |
| Kerekowie | 8                    | b.d.4)               |
| Ketowie | 1494                 | 1113                 |
| Koriacy (wraz z Alutorami) | 8743                 | 9242                 |
| Niwchowie | 5162                 | 4673                 |
| 1) W Japonii do pochodzenia ajnuskiego przyznaje się ok. 24–50 tys. osób, jednak tylko kilkuset spośród nich zachowało pewną odrębność kulturową, zaś zaledwie kilkadziesiąt, zwykle starych – odrębność antropologiczną i językową. 2) Nazwa „Kamczadalowie” to w większości języków (w tym polskim) synonimiczne, dawniej stosowane określenie Itelmenów, jednak w rosyjskim spisie powszechnym z 2002 r. istniała możliwość zaznaczenia przynależności narodowej zarówno do Itelmenów, jak i Kamczadali. 3) W spisie powszechnym z 1989 liczeni razem z Itelmenami. 4) W spisie powszechnym z 1989 liczeni razem z Koriakami. |                      |                      |